# 丸八 (富山県)
株式会社丸八（英: MARUHACHI CO.,LTD）は、富山県魚津市に本社を置く液化石油ガス（LPガス）事業などを展開する企業である。

## 会社概要
出典は個別に提示されているものを除き、2018年時点のものとする。
- 本社所在地 - 富山県魚津市北鬼江364
- 支店など - エンジニアリング事業部（魚津市）、富山支店、黒部支店、富山東営業所、朝日営業所、砺波営業所、金沢営業所[2]
- 創業・設立 - 1954年10月
- 資本金 - 2,500万円
- 従業員数 - 91名
- 社名の由来 - 「丸」は顧客や従業員との輪を大切にするという意味で、末広がりの「八」を組み合わせている[3]。

## 業務内容
出典は右記のものを使用→
- 液化石油ガス事業
- 住宅設備販売
- 建材販売
- 宅配水サービス事業（アクアクララ）
- 太陽光発電事業
- アグリ事業

## 関連企業
- 株式会社丸八金沢
- 丸八配送株式会社
- 株式会社東都
- 久方商事株式会社
- 株式会社天空
- 大道建設工業株式会社

## 関連団体
- 社会福祉法人海望福祉会 - 2001年8月設立。2002年3月に社会福祉法人施設『あんどの里』を開設、同年4月に建設し、経営を開始する。
- KANATA WINERY（カナタ・ワイナリー） - 丸八が魚津市天神野新に設立した富山県東部初のワイナリー。2023年10月1日にオープン[4]。

## 沿革
出典は個別に提示されているものを除き、後述の社史および右記のものを使用→
- 1954年10月 - 創業者・大崎利男が浜岡商店から独立して起業。魚津市村木地区の青果店の一角を借り有限会社丸八商店（資本金50万円）を設立。当時の事業はセメント･建築内装材･左官用材およびプロパンガスの販売で、従業員は3名のみであった[3]。数か月後に近くの飲食店を借りて事務所に充てる。
- 1956年9月10日 - 9月11日 - 魚津大火によって社屋全焼するも、後にバラックの社屋で事業を再開する[3]。また、市内の再興のため群馬県のコンクリートブロック専門会社から作業員30人を呼び寄せるなど尽力した。
- 1957年
  - 4月 - 佐藤工業の下請けとして中央通りの復旧事業を一手に引き受ける。
  - 12月 - コンクリートブロックおよび建築内装工事部門を分離し、有限会社丸八工業所を設立。
- 1958年3月 - 村木地内に本社事務所を構える。
- 1963年10月 - 2階建ての本社社屋を建設する。
- 1964年7月 - 北鬼江地内に本社等の用地を獲得。
- 1965年
  - 3月 - 本社工場の建設に着手。
  - 11月 - 株式会社に組織変更し、株式会社丸八に社名変更。同時に新社屋・LPGタンク・充てん工場・車両格納庫・専用側線等を建設した現在地に本社を移転。本社建物は魚津市立西部中学校校舎の一部（魚津高等女学校時代の職員室および体育館）を解体移築したものであった[5]。旧本社社屋は魚津営業所として引き続き使用される。
- 1969年10月 - 魚津営業所を本社内に移転。旧営業所の店舗は厨房機器専門店として存続した（1970年6月に住宅設備機器専門店となった）。
- 1970年11月 - 本社敷地内にオートガススタンド設置。LPガスタンク（20t）一基を増設。
- 1971年8月 - ガス・水道配管・住宅設備機器取付工事部門を分離し、有限会社三共設備工業株式会社設立。
- 1976年
  - 9月 - 丸八配送株式会社設立。
  - 10月 - 秩父セメント魚津SSがスタートする。
- 1980年1月 - 大道建設工業株式会社設立。
- 1984年6月 - 魚津オートガススタンド改装。
- 1988年12月 - 魚津地区のLPガス販売業者12社と共に、LPガス専門販売会社の東都ガステック株式会社設立。
- 1991年7月 - 三共設備工業が有限会社から株式会社に改組。
- 1997年12月　本社敷地内にて新社屋が完成。旧本社建物は解体される[5]。
- 1998年8月 - 魚津オートガススタンドを移設。
- 2003年10月 - 会社ロゴマークを改定する。
- 2017年4月 - 丸八グループのグループ統合。エネルギー事業部、ビルド・建材事業部、エンジニアリング事業部総務・管理部の4事業部制に移行。
- 2018年5月	- 日本海ガス絆ホールディングス、高岡ガスサービスと共に、LPガス配送管理会社「エネシップ」を設立。
- 2020年7月1日 - 北陸電力と共同でガス・でんきセットサービス「まるっとくプラン」を開始する[6]。

## 社史
『地域と共にあゆみ50年 丸八創立50周年記念誌』（2004年10月20日、株式会社丸八発行）